# Lufttransportgeschwader 62

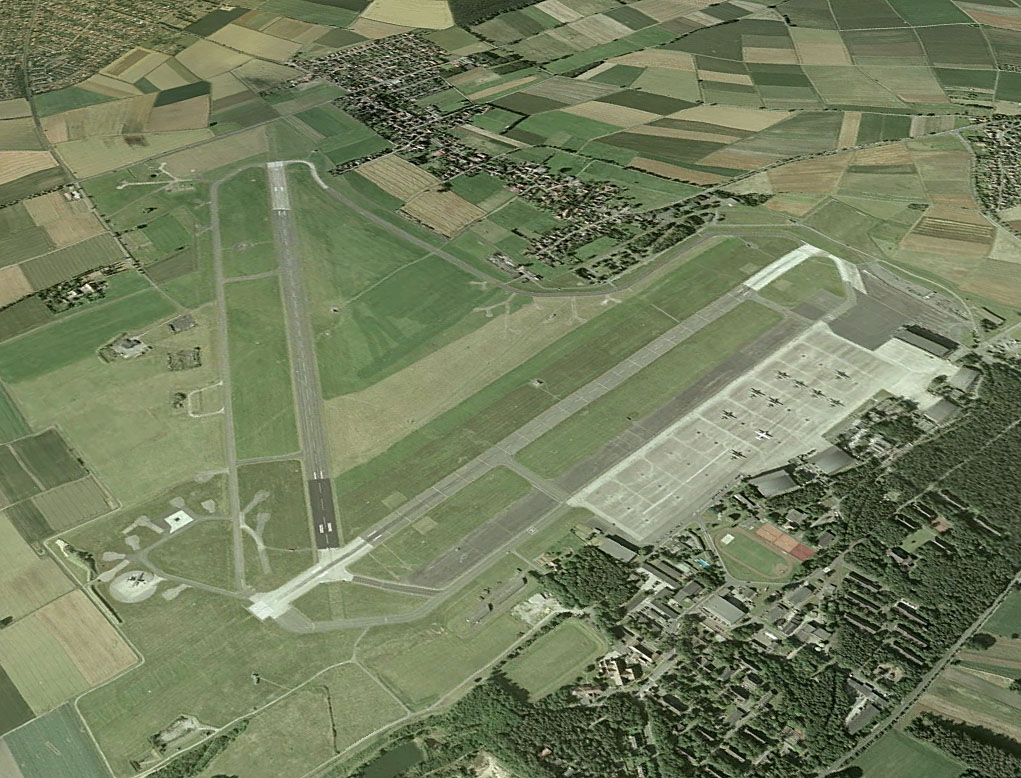
Fliegerhorst Wunstorf im Jahr 2011 noch mit Transall C-160

Das Lufttransportgeschwader 62 (LTG 62) ist ein Geschwader der deutschen Luftwaffe, das auf dem Fliegerhorst Wunstorf in der Nähe von Hannover stationiert ist. Das Geschwader untersteht truppendienstlich seit dem 1. Juli 2015 dem Luftwaffentruppenkommando in Köln-Wahn, die Einsatzführung obliegt dem European Air Transport Command (EATC) im niederländischen Eindhoven.

## Auftrag
- Transport von Material und Personal
- Ausbildung der Transportflugzeugbesatzungen

## Geschichte und Gegenwart
Das am 1. Oktober 1959 aufgestellte LTG 62 hatte seinen Standort zunächst auf dem Heeresflugplatz Celle und war mit der Noratlas N 2501 ausgerüstet. Von Celle aus wurden im Frühjahr 1960 Versorgungsflüge für die Opfer des Erdbebens vom 29. Februar 1960 in Agadir (Marokko) durchgeführt. Im weiteren Verlauf des Jahres wurde das Geschwader auf den Flughafen Köln-Wahn verlegt. Sein Kommodore zu dieser Zeit war Werner Guth.

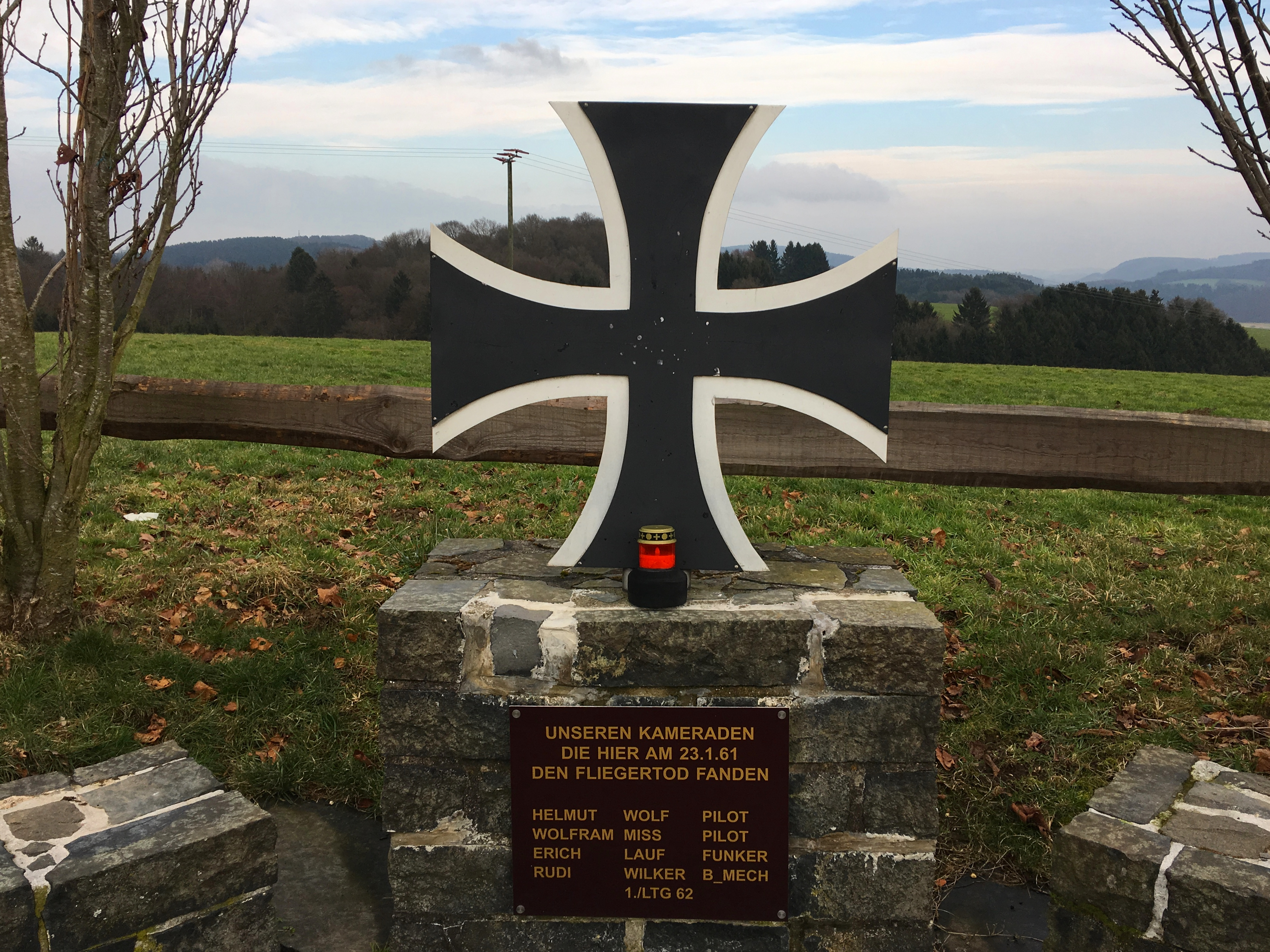
Fliegerdenkmal in Overath

Ab April 1963 war Standort der Flugplatz Ahlhorn. Dort übernahm die Luftwaffe im April 1968 die erste Transall C-160. Zum 30. September 1971 wurde das LTG 62 offiziell aufgelöst, Teile des Personals aber nach Wunstorf verlegt. Der Fliegerhorst Ahlhorn wurde an das Hubschraubertransportgeschwader 64 (HTG 64) übergeben.
Am 1. Oktober 1978 wurde die schon damals auf dem Fliegerhorst Wunstorf beheimatete Flugzeugführerschule „S“ in das LTG 62 umbenannt und neu gegliedert. Die Tätigkeiten der Flugzeugführerschule wurden in das Geschwader integriert und seitdem ist die fliegerische Ausbildung des Nachwuchses eine der Kernaufgaben des LTG 62. Hierzu gehört auch die 4. Staffel, der die zukünftigen Transportflieger truppendienstlich unterstellt sind, während sie fachdienstlich zur Lufthansa Verkehrsfliegerschule in Bremen gehören. In ihr werden neben den Transportflugzeugführern auch die Flugschüler ausgebildet, die später bei der Marine die Seefernaufklärer (heute die P-3 Orion) fliegen sollen.
Das HTG 64 wurde Anfang 1994 aufgelöst und seine UH-1D Hubschrauber als jeweils weitere Staffeln den Lufttransportgeschwadern 62 und 63 sowie der Flugbereitschaft angegliedert. Dem LTG 62 wurden in diesem Rahmen die in Ahlhorn verbliebenen Reste des HTG 64 als Lufttransportgruppe unterstellt. Im März desselben Jahres übernahm das LTG auch den Fliegerhorst Holzdorf und unterhielt dort anschließend ein SAR-Kommando. Die Lufttransportgruppe in Ahlhorn wurde Anfang 1996 ebenfalls nach Holzdorf verlegt.
Am 1. Oktober 2010 wurde die Lufttransportgruppe des LTG 62 in Holzdorf aufgelöst und bildete die personelle und materielle Grundlage für das neu aufgestellte Hubschraubergeschwader 64. Bis 2010 unterstand das Geschwader dem Lufttransportkommando in Münster sowohl in der truppendienstlichen Unterstellung als auch der Einsatzführung; seit 2010 führt das neu aufgestellte European Air Transport Command die Einsätze des Geschwaders. Von 2010 bis 2012 unterstand das Geschwader truppendienstlich der 1. Luftwaffendivision in Fürstenfeldbruck, danach für kurze Zeit bis 2015 dem Kommando Einsatzverbände Luftwaffe und ab 2015 dem daraus hervorgegangenen Luftwaffentruppenkommando.
Am 18. Dezember 2014 wurde die erste Maschine des neuen Airbus A400M Atlas an die Bundeswehr ausgeliefert; die Überführung geschah am 19. Dezember 2014. Den „Fly-out“ der Transall erlebte der Fliegerhorst Wunstorf am 2. Juli 2015.
Dem Geschwader wurden laufend weitere Exemplare der A400M zur Verfügung gestellt; bis Ende 2021 war der Bestand auf 37 Maschinen angewachsen.
Vom Bundesministerium für Verteidigung wurde Anfang 2019 der Beschluss bekannt gegeben, eine kleinere Einheit mit dem A400M zusätzlich zum Standort Wunstorf aufzubauen. Diese sollte in auf dem Fliegerhorst Lechfeld als multinationale Lufttransportgruppe (LTGrp) eingerichtet werden und 10 der 50 bestellten Maschinen des A400M umfassen. Diese Entscheidung wurde am 14. März 2022 verworfen, das LTG 62 in Wunstorf bleibt einziger deutscher Standort für die A400M.
Da der bisherige zivile Partner für die fliegerische Grundausbildung, die Lufthansa Aviation Training in Bremen, im Zuge der COVID-19-Pandemie die Pilotenausbildung für ihren Mutterkonzern aussetzte, übernahm das kanadische Unternehmen CAE Inc. diesen Teil der Ausbildung am Standort Bremen. Die zuvor in Goodyear durchgeführten praktischen Anteile erfolgen seither durch CAEs Partner Airways Aviation in Montpellier.

## Gliederung

Wappen der Ausbildungsinspektion

Der komplexe fliegende Verband der Luftwaffe besteht unter anderem aus zwei Gruppen und vier fliegenden Staffeln:
- Stab
- Fliegende Gruppe
  - 1. Fliegende Staffel, Einsatzstaffel für logistischen Lufttransport sowie Luftbetankung (seit 2015)[9] und Evakuierungseinsätze
  - 2. Fliegende Staffel, Einsatzstaffel für taktischen Lufttransport und Evakuierungseinsätze
  - 3. Fliegende Staffel, Einsatzstaffel für spezielle Operationen wie Spezialeinsätze (seit 2019)[10]
  - 4. Fliegende Staffel, stationiert am Flughafen Bremen, führt in Zusammenarbeit mit der CAE (bis 2021 Lufthansa Aviation Training) die fliegerische Grundlagenausbildung der Transportflieger und der Seefernaufklärer der Bundeswehr
  - Flugbetriebsstaffel
- Technische Gruppe
  - zwei Technische Staffeln
  - Nachschub-/Transportstaffel
  - Ausbildungswerkstatt
- Ausbildungsinspektion

## Kommodore
Folgende Offiziere führten die als Lufttransportgeschwader 62 bezeichneten zwei Verbände der Luftwaffe:

### 1959–1971
| Nr. | Name                        | Beginn der Berufung | Ende der Berufung |
| --- | --------------------------- | ------------------- | ----------------- |
| 1   | Oberst Rolf Alander         | Dezember 1959       | September 1961    |
| 2   | Oberst Werner Guth          | September 1961      | Februar 1970      |
| 3   | Oberst Heinz-Ulrich Beuther | Februar 1970        | September 1971    |

### Seit 1981
| Nr. | Name                         | Beginn der Berufung  | Ende der Berufung    |
| --- | ---------------------------- | -------------------- | -------------------- |
| 1   | Oberst Theodor Zillober      | Oktober 1978         | Oktober 1980         |
| 2   | Oberst Walter Holinka        | Oktober 1980         | April 1989           |
| 3   | Oberst Reinhart Hoppe        | April 1989           | April 1993           |
| 4   | Oberst Hans-Werner Ahrens    | April 1993           | April 1995           |
| 5   | Oberst Horst Abromeit        | April 1995           | Januar 1998          |
| 6   | Oberst Joachim Wundrak       | Januar 1998          | September 2000       |
| 7   | Oberst Erich Siegmann        | September 2000       | Juli 2003            |
| 8   | Oberst Jörg Lebert           | Juli 2003            | März 2006            |
| 9   | Oberst Karl Trautvetter      | März 2006            | September 2008       |
| 10  | Oberst Bernhard Altersberger | September 2008       | Juni 2011            |
| 11  | Oberst Guido Henrich         | Juni 2011            | 2014                 |
| 12  | Oberst Ludger Bette          | 24. November 2014    | 3. März 2020         |
| 13  | Oberst Christian John        | 24. März 2020        | 10. Januar 2024      |
| 14  | Oberst Markus Knoll          | seit 10. Januar 2024 | seit 10. Januar 2024 |

## Eingesetzte Luftfahrzeuge
- Nord Noratlas (1958–1971)
- Transall C-160, als Einsatz- und Ausbildungsluftfahrzeug (1968–2015)
- Bell UH-1D (1994–2010)
- Airbus A400M Atlas (seit 2014)

Luftfahrzeuge des LTG 62
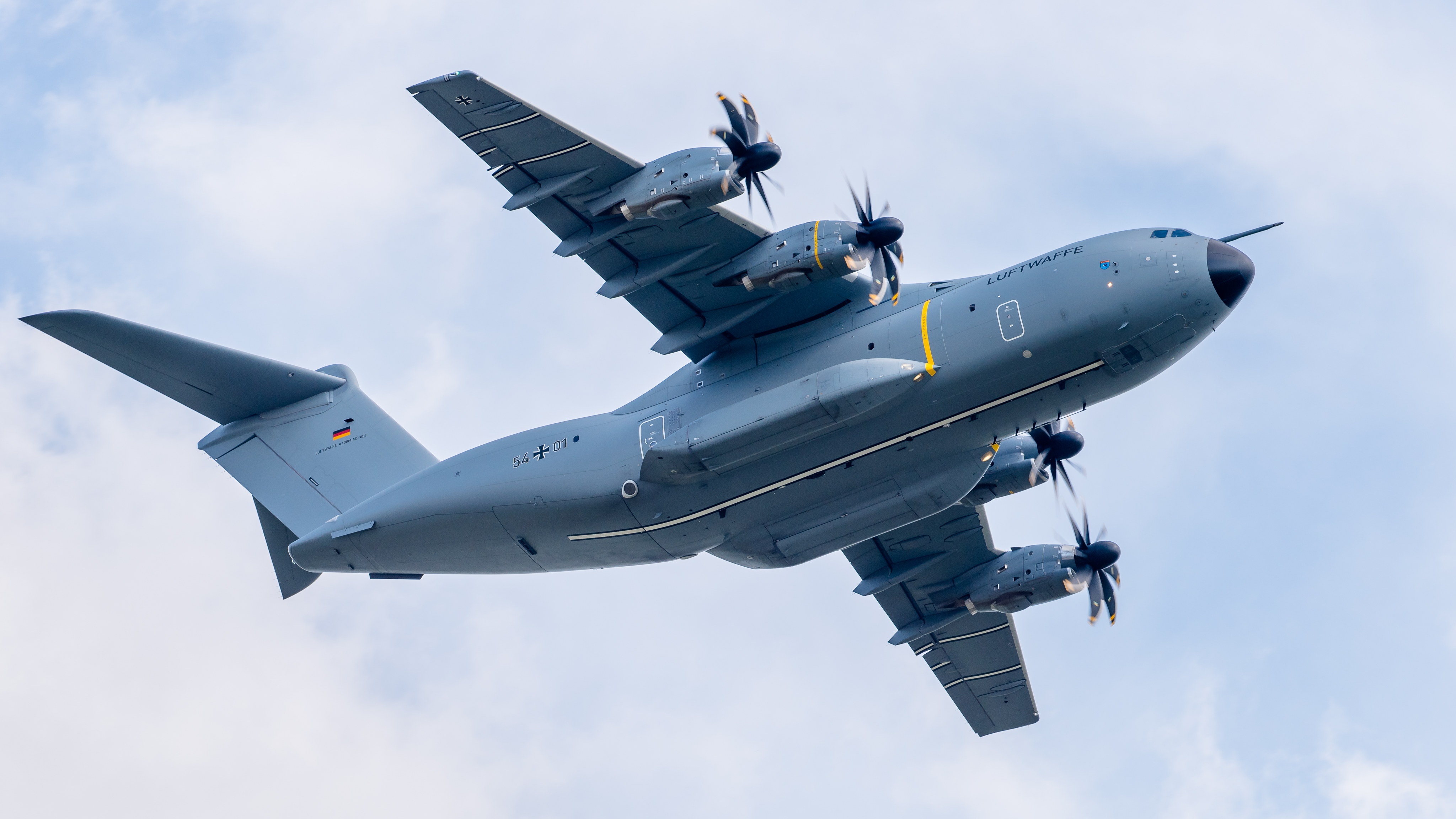
A400M des LTG 62 (zur ILA 2016)
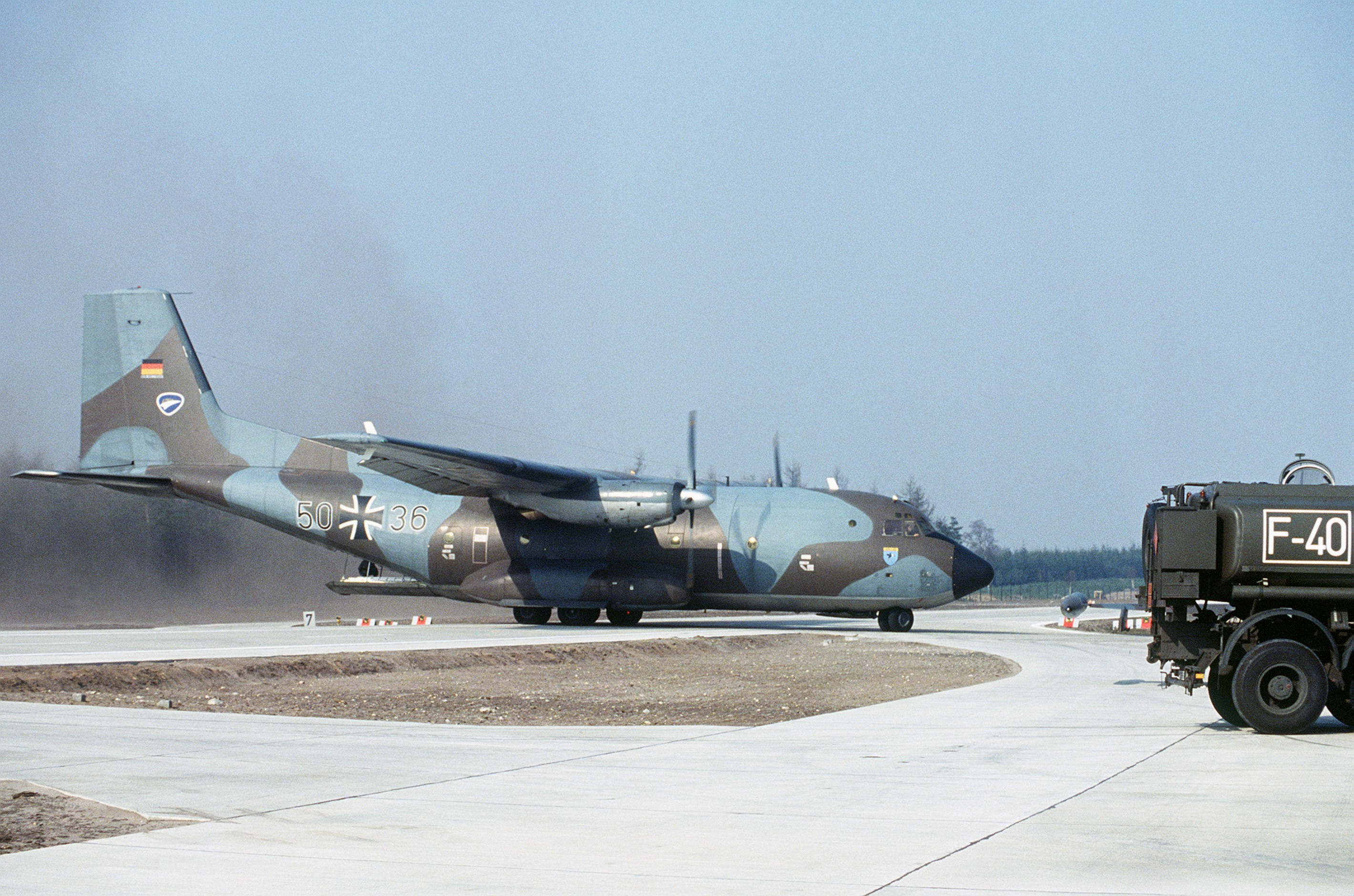
Transall 1984 auf der Autobahn A29
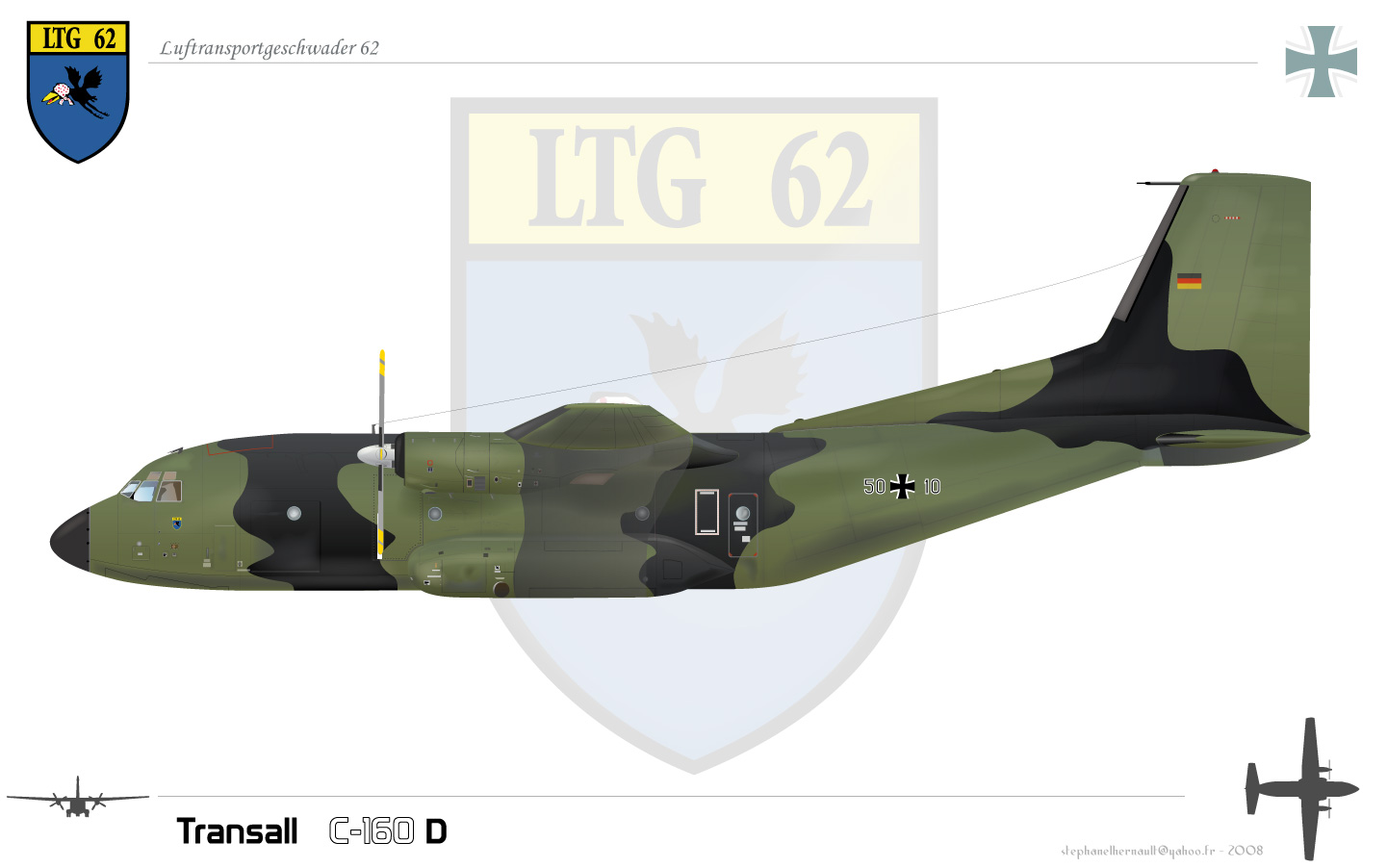
Transall C160 D
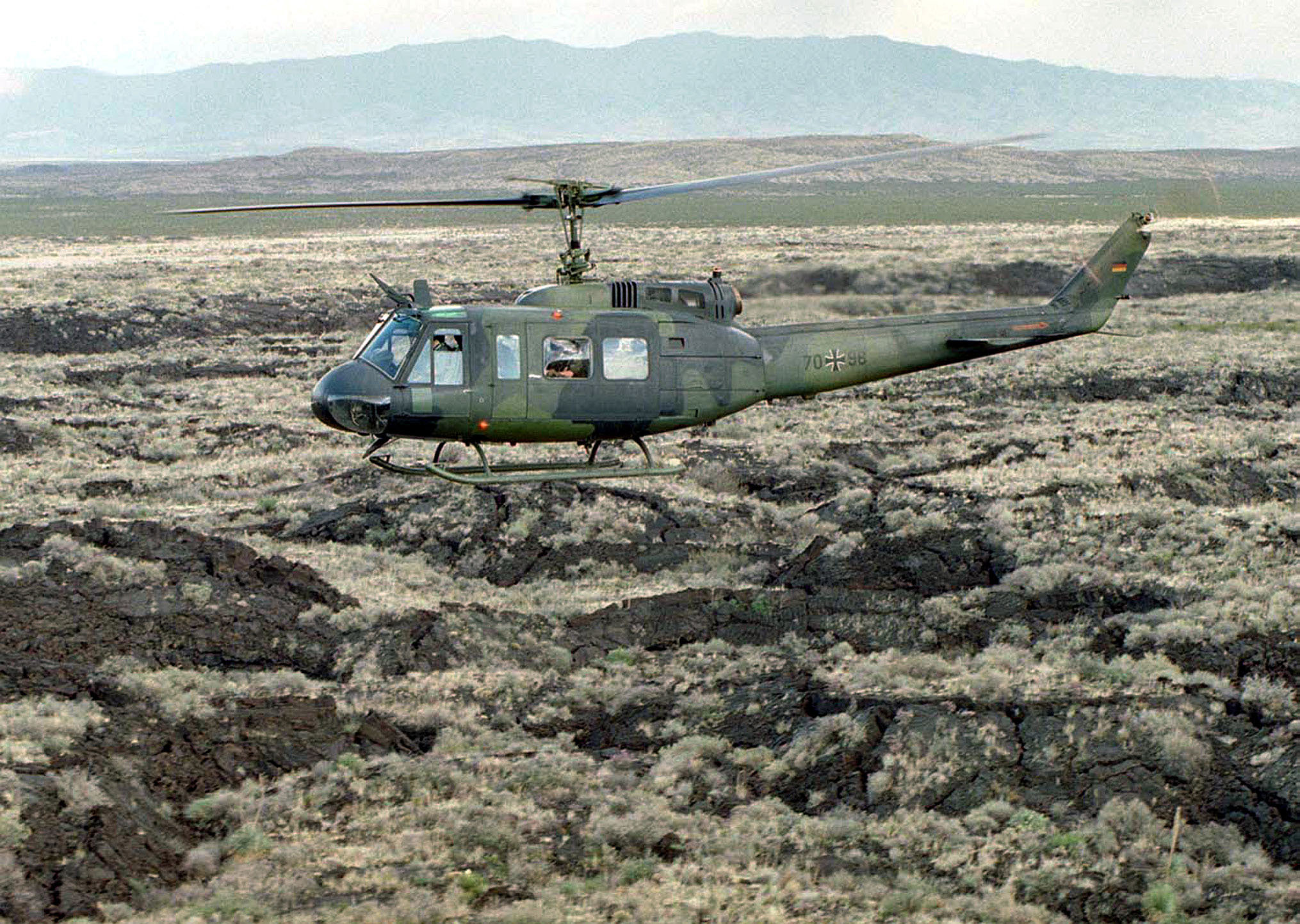
UH-1D 1997
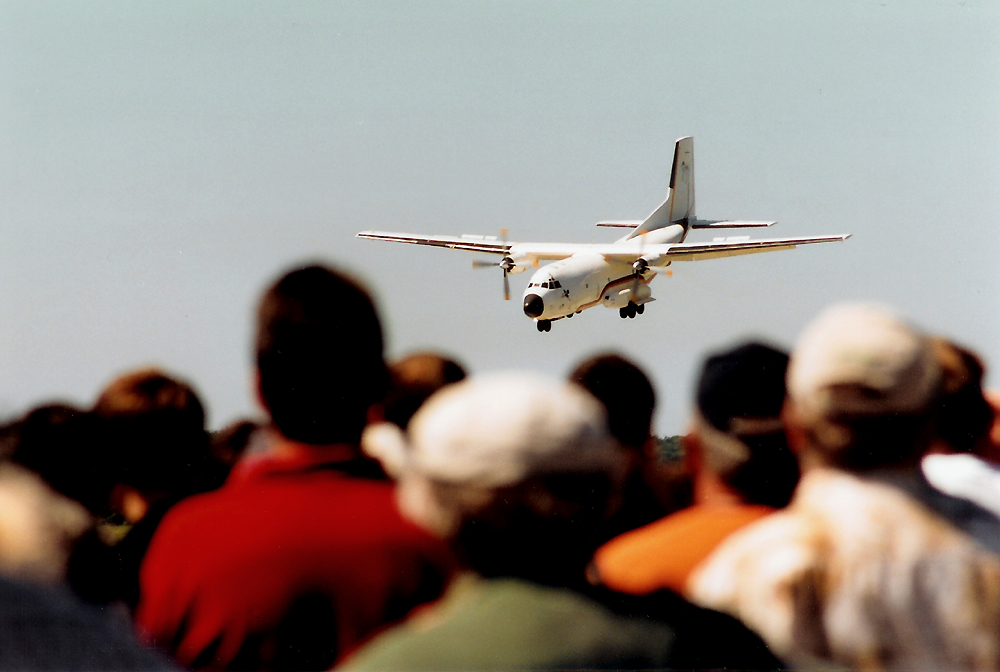
Anflug zu Landung auf kurzer Strecke

## Ausbildung
Auf dem Fliegerhorst Wunstorf ist auch eine Ausbildungswerkstatt der Luftwaffe untergebracht. Die Bundeswehr bildet hier Fluggerätmechaniker Fachrichtung Instandhaltungstechnik, Fluggerätelektroniker und Elektroniker für Systeme und Geräte aus.

## Wappen
Das Geschwaderwappen des LTG 62 ziert Hans Huckebein, ein Rabe aus einer Bildergeschichte von Wilhelm Busch. Das aktuelle LTG 62 hat dieses Wappen von der 1978 aufgelösten Flugzeugführerschule „S“ übernommen. Die Augen des Vogels sind mit einem gepunkteten Tuch verbunden; das Tier fliegt blind. Hintergrund ist, dass in Wunstorf früher Piloten für den Instrumentenflug ausgebildet wurden. Das Wappen des alten LTG 62 zierte ein weißer Elefant auf schwarzem Grund.

## Zwischenfälle
- Am 23. Januar 1961 wurde eine Noratlas 2501D mit dem Kennzeichen GB+119 auf einem Übungsflug zwischen Overath und Vilkerath, 15 Kilometer nordöstlich des Startflughafens Köln/Bonn, in Stromleitungen und Masten geflogen (CFIT, Controlled flight into terrain). Die Maschine gehörte zum LTG 62. Vermutet wird, dass die Piloten bei schlechter Sicht die Orientierung verloren und sich näher am Flughafen wähnten. Alle vier Besatzungsmitglieder kamen ums Leben.[13] An der Absturzstelle erinnert eine Gedenkstätte an den Unfall.[14]

- Am 24. November 1964 stürzte eine Noratlas 2501D mit dem Kennzeichen GB+104 (Werknummer: D055) auf dem Flug vom Flugplatz Bourges (Frankreich) nach Ahlhorn im Anflug ab. Alle vier Besatzungsmitglieder des LTG 62 kamen ums Leben.[15]

- Am 11. Mai 1990 flog die Transall 50+39 bei einem Flug von Wunstorf auf dem Weg nach Landsberg in der Nähe von Lohr am Main im Spessart in einen Hang. Keine der zehn Personen an Bord überlebte diesem Unfall. Einzelheiten zu Absturzursachen wurden nicht veröffentlicht.[16]

- Am 6. Februar 1993 wurde eine Transall des Lufttransportgeschwaders 62 (50+54) beim Landeanflug auf Sarajevo beschossen und beschädigt. Der Ladungsmeister wurde dabei durch Splitter schwer verwundet.[17][18]

## Auszeichnungen
- 1986: Kai-Uwe-von-Hassel-Förderpreis
- 2020: Prinz-Heinrich-Preis[19]